# Nsimbala azna
Nsimbala azna är en insektsart som beskrevs av Irena Dworakowska 1981. Nsimbala azna ingår i släktet Nsimbala och familjen dvärgstritar. Inga underarter finns listade i Catalogue of Life.